# Jamesonia flexuosa
Jamesonia flexuosa är en kantbräkenväxtart som först beskrevs av Alexander von Humboldt och Bonpl., och fick sitt nu gällande namn av Maarten J.M. Christenhusz. Jamesonia flexuosa ingår i släktet Jamesonia och familjen Pteridaceae. Inga underarter finns listade.